# Indywidualne mistrzostwa Czechosłowacji na żużlu
Indywidualne mistrzostwa Czechosłowacji w sporcie żużlowym – rozgrywany w latach 1949–1950 i 1954–1992 cykl turniejów wyłaniających mistrza Czechosłowacji. Trzyletnia przerwa w latach 1951-1953 w rozgrywaniu mistrzostw spowodowana była reorganizacją struktur sportów motorowych w Czechosłowacji, od 1954 do 1990 zawody były rozgrywane pod patronatem organizacji paramilitarnej Svazarm.
W latach 1949–1950 i 1954–1990 mistrz Czechosłowacji był wyłaniany w serii turniejów finałowych, rozgrywanych na kilku różnych torach. W latach 1991–1992 o tytule indywidualnego mistrza Czechosłowacji decydował finał jednodniowy.